# Ryō Miyaichi
Ryō Miyaichi (jap. 宮市 亮, Miyaichi Ryō; * 14. Dezember 1992 in Okazaki) ist ein japanischer Fußballspieler.

## Karriere

### Früheres Leben
Miyaichi kommt aus einer sportlichen Familie, sein Vater ist ein ehemaliger Baseballspieler und sein Bruder Tsuyoshi ist ebenfalls Fußballspieler.
Ryō Miyaichi begann das Fußballspielen in seiner Grundschule beim Sylphid FC in Nagoya. 2008 kam er auf die zur Chūkyō-Universität gehörenden Chūykō-Oberschule und spielte dort für die Schulmannschaft. 2010 erreichte seine Mannschaft die nationalen Oberschulmeisterschaften, schied aber in der ersten Runde aus.

### Verein

#### FC Arsenal und diverse Leihstationen
Im Sommer 2010 trainierte er beim englischen Topklub FC Arsenal mit. Trotz einer beeindruckenden Leistung entschied sich Arsenal vorerst gegen ein Vertragsangebot und Miyaichi ging zum Probetraining beim niederländischen Rekordmeister Ajax Amsterdam, brach sich beim Training jedoch das Bein. Trotz der Verletzung rief Arsène Wenger ihn an und bot ihm einen Vertrag bei Arsenal an. Am 31. Januar 2011 war der Transfer in trockenen Tüchern und er unterschrieb seinen ersten Profivertrag.
Kurz nach der Vertragsunterzeichnung wurde er in die Eredivisie zu Feyenoord Rotterdam verliehen. Am 5. Februar absolvierte er gegen Vitesse Arnheim sein Profidebüt, wo er das Spiel über die volle Distanz bestritt und zum „Man of the Match“ gewählt wurde. Nur eine Woche später erzielte er gegen Heracles Almelo das Führungstor und war an der Entstehung des zweiten Tores beteiligt. Am 17. April traf er beim 6:1-Kantersieg über Willem II Tilburg doppelt. Nach einer hervorragenden Rückrunde von Miyaichi wollte Feyenoord den Flügelflitzer auch für die Saison 2011/12 ausleihen.
Miyaichi kehrte zu Arsenal zurück und gab bei deren Asien-Tour gegen die Malaysia All-Stars XI sein Debüt im Arsenal-Dress. Er stand in der Startelf und wurde in der 66. Minute für Robin van Persie ausgewechselt. Gegen den FC Liverpool am zweiten Spieltag der Premier League stand Miyaichi erstmals im Kader eines Ligaspieles. Am 23. August 2011 schoss er für die Reservemannschaft sein erstes Tor. Am 20. September machte er sein erstes Pflichtspiel für Arsenal im League Cup gegen Shrewsbury Town, als er in der 71. Minute für den Koreaner Park Chu-young eingewechselt wurde.
Am 31. Januar 2012 gab der FC Arsenal bekannt, dass Miyaichi bis Saisonende an die Bolton Wanderers ausgeliehen werde.
Für die Saison 2012/13 wurde Miyaichi an Wigan Athletic ausgeliehen.
Am 1. September 2014 wechselte Miyaichi bis zum Ende der Saison 2014/15 auf Leihbasis in die niederländische Eredivisie zum FC Twente.

#### Wechsel zum FC St. Pauli
Nachdem sein Vertrag beim FC Arsenal ausgelaufen war, wechselte Miyaichi zur Saison 2015/16 ablösefrei in die 2. Bundesliga zum FC St. Pauli. In der Saisonvorbereitung im Sommer 2015 zog er sich einen Kreuzbandriss zu. Somit bestritt er sein erstes Pflichtspiel für den FC St. Pauli erst im April 2016, fast zehn Monate nach seinem Wechsel. In seinem Startelfdebüt am letzten Spieltag der Saison erzielte er gegen den 1. FC Kaiserslautern zwei Tore. Sein Vertrag lief bis 2021.

#### Wechsel zurück nach Japan
Am 12. Juli 2021 kehrte er zurück in seine Heimat. Hier unterschrieb er in Yokohama einen Vertrag beim Erstligisten Yokohama F. Marinos. Am Ende der Saison 2022 feierte er mit den Marinos die japanische Meisterschaft. Ein Jahr später feierte er mit den Marinos die Vizemeisterschaft.

### Nationalmannschaft
Miyaichi spielte für die japanische U-17-Nationalmannschaft und absolvierte zwei Länderspiele bei der U-17-Fußball-Weltmeisterschaft 2009 gegen die Schweiz und gegen Mexiko.
Am 23. Mai 2012 absolvierte er beim Freundschaftsspiel gegen Aserbaidschan sein A-Länderspieldebüt.

## Erfolge
Yokohama F. Marinos
- Japanischer Meister: 2022
- Japanischer Vizemeister: 2023

## Sonstiges
Die niederländischen Medien gaben Miyaichi den Spitznamen „Ryodinho“ in Anlehnung auf den brasilianischen Fußballspieler Ronaldinho.